# Mannóz

és formák

α{dexter}mannopiranóz

A mannóz egy hexóz monoszacharid cukormolekula. Neve a bibliai manna(en) szóból van: latinul manna, görögül manna (μάννα).
A 
d-mannóz a 
d-glükóz epimerje. A természetben például a mannánokban fordul elő. A mannánok poliszacharid-jellegű vegyületek, magok csonthéjában találhatók meg. A 
d-mannóznak ismeretes az α és a β anomerje is. Mindkét anomer piranózalkatú gyűrűt tartalmaz, vizes oldatuk mutarotál. Vízben jól, alkoholban rosszul, éterben nem oldódik.
A 
d-mannit a 
d-mannóz redukciójakor keletkező hatértékű alkohol, cukoralkohol. A növényvilágban elterjedt, megtalálható egyes fák mannájában, besűrűsödött nedvében. Vízben közepesen oldódik, jól kristályosodik.
A 
d-mannuronsav a 
d-mannózból származtatható uronsav. Egyes algákban található alginsavban fordul elő, ami egy poliszacharid jellegű vegyület. Mindkét anomerje létezik, könnyen képez laktont.

## Előállítás
A mannóz a mannit oxidációjával állítható elő.